# Jennie Wade
Mary Virginia Wade (21. maj 1843 – 3. juli 1863), var den eneste civile, der blev dræbt under Slaget ved Gettysburg. 

## Barndom og ungdom
Mary Virginia Wade, blev kaldt Ginnie af vennerne, Jennie af familien. Hun var det næstældste barn af James Wade og Mary Ann Filby Wade. Hun blev født i Gettysburg i Adams County, Pennsylvania og boede i byen i hele sit liv. Hun havde en ældre søster, Georgeana, og to yngre brødre, Samuel Swan og Harry Marion. 
James Wade var skrædder, og var fra 1842 kaptajn i byens milits. I slutningen af 1840'erne måtte han opgive skrædderiet af helbredsmæssige årsager. Til gengæld begyndte Mary Wade og hendes to døtre, da omkring 10 og 7 år, at arbejde som syersker, for at forsørge familien. I 1850 fandt James Wade $300, som en handlende havde tabt på gaden. Wade beholdt pengene og tog til Maryland, men blev arresteret i Washington D.C., og senere idømt to års fængsel for rapseri. I 1852 fik Mary Wade sin mand indlagt på Adams Countys kombinerede fattighus og sindssygehospital. Begrundelsen var "alvorlig sindssyge". Ifølge senere rygter, var han anklaget for voldtægt, men dette bekræftes dog ikke af skriftlige kilder.

## Borgerkrig
I 1861 udbrød den amerikanske borgerkrig. Adskillige af de mandlige indbyggere i Gettysburg meldte sig til nordstatshæren. Blandt disse var John Louis McClellan, som var forlovet med Jennies søster, Georgeana, og John Hastings Skelly, kaldet Jack, som Jennie havde et nært forhold til. De var ikke formelt forlovede, men familierne regnede med, at de en gang skulle giftes. I 1862 blev Georgeana og John McClellan gift, da han i april havde orlov fra hæren. 
Familien Wades hjem lå i Breckingridge Street, men efter sit ægteskab flyttede Georgeana til et halvt dobbelthus i Baltimore Street, som hun og John McClellan havde købt (nu kendt som Jennie Wade House). Den 1. juli 1863 startede Slaget ved Gettysburg. Jennie og hendes mor og de to yngre brødre flyttede til hendes søsters hus, for at hjælpe søsteren med at passe dennes nyfødte barn. Den 2. juli opstod der kampe i selve byen, og der var en del skyderi. Blandt andet blev McClellans hus ramt af mindst 150 kugler. Under kampene var Jennie og hendes mor beskæftiget med at bage brød og skaffe vand til de nordstatstropper, der lå i dækning i nærheden af huset.
Om morgen, var Jennie igen i gang med at ælte dej til brød. Hvad der egentlig skete er der ingen der præcis ved. De fleste antager, at sydstatssnigskytter, der lå gemt på lofterne i huse i Baltimore Street nær Emmitsburg Road benyttede morgenen til at skyde til måls efter dørhåndtag på huse længere nede af gaden, andre mener, at de skød efter nordstatssoldater, der lå gemt bag husene, og atter andre mener, at en vildfarende nordstatskugle kan være årsagen. En enkelt kilde mener, at Jennie kan være blevet ramt af en kugle affyret fra familiens eget hjem i Breckingridge Street, men det er tvivlsomt henset til skudvinklen. Faktum er, at klokken 8.30 ramte en kugle sidedøren til McLellands hus, passerede gennem denne og gennem endnu en dør, inden kuglen ramte Jennie i ryggen, og dræbte hende på stedet.

## Begravelse
Den 4. juli (slaget sluttede dagen før) blev Jennie Wade begravet i en kiste, der oprindeligt var fremstillet til en sydstatsofficer, i haven bag sin søsters hus. I januar 1864 blev kisten gravet op, og overført til kirkegården ved den tysk reformerte kirke i byen. Jennies mors familie stammede oprindelig fra Tyskland. I november 1865 blev kisten igen gravet op og overført til et familiegravsted, som John McClellan i mellemtiden havde købt på Evergreen Cemetery. Her lå allerede hendes kæreste, Jack Skelly, begravet, og de to grave ligger meget tæt på hinanden. 
I 1900 blev der rejst et monument ved graven, og det amerikanske flag vajer over graven døgnet rundt, året rundt.

## En tragisk historie
Mange af Gettysburgs mandlige indbyggere deltog i krigen på nordstaternes side, men nogle få kæmpede også for sydstaterne. Blandt disse var John Wesley Culp, der havde gået i skole med Jack Skelly, og som også havde kendt Jennie Wade gennem hele sin opvækst. 
Efter Slaget ved Carter's Wood nær byen Winchester, Virginia i det nordlige Virginia, mødte Wesley Culp og Jack Skelly hinanden. Skelly var krigsfange og hårdt såret, men han bad Wesley om at overbringe et budskab, når han en gang kom hjem til Gettysburg, da Skelly ikke selv mente, at han ville overleve såret. Det skulle vise sig, at han fik ret, for han døde den 12. juli, 9 dage efter Jennie Wades død. 
John Wesley Culp gjorde tjeneste i 2. Virginia Infanteriregiment, en del af Stonewall Brigade, og også denne brigade deltog i slaget ved Gettysburg, specielt i kampene ved Culp's Hill, et område, der tilhørte John W. Culps onkel, der havde en gård tæt ved. Aftenen før slaget søgte og fik Culp tilladelse til at besøge sin familie. Under besøget fortalte han sine søstre, at han havde et budskab at overbringe, men at det var privat, så han fortalte ingen, hvad det gik ud på. Næste dag blev Culp dræbt under slaget, og ingen ved om han nogensinde fik overbragt sit budskab. Hvem budskabet var til, ved ingen, men medlemmer af familien McClellan mener at budskabet var skriftligt og til Jennie, mens andre mener at det var et budskab til Jack Skellys mor, og at det muligvis var mundtligt. Tilsvarende er der heller ikke enighed om, hvorvidt budskabet faktisk blev afleveret eller ej. Situationen omkring Culp's Hill under slaget indikerer dog, at J. W. Culp ikke har haft mulighed for at aflevere sit budskab. 

## Andre civile tab
Jennie Wade var den eneste civile der blev dræbt af skud under selve slaget. En ældre mand døde af et hjerteanfald, da en granat eksploderede over hans hus. Nogle af byens indbyggere blev såret, og enkelte af disse døde efter slaget. Også andre døde efter slaget, ofte i forbindelse med oprydningen, hvor man blandt andet skulle fjerne ikke eksploderede granater, som så eksploderede, når de blev samlet op.

## I dag
På Evergreen kirkegården står stadig monumentet over Jennie Wade, og her vajer også fortsat det amerikanske flag over graven. Huset, hvor Jennie Wade døde, er i dag museum og souvenirbutik og uden for huset står en statue af Jennie Wade. Også Jennie Wades fødehjem kan ses i Gettysburg. Her er der opsat en plakette, der markerer bygningen.

## Eksterne referencer
- Jennie Wade House Officiel hjemmeside
- Battle of Gettysburg Ressource Centers Jennie Wade side. Arkiveret 10. maj 2008 hos  Wayback Machine